# Allocarsidara iriana
Allocarsidara iriana är en insektsart som beskrevs av Jennifer L. Hollis 1987. Allocarsidara iriana ingår i släktet Allocarsidara och familjen Carsidaridae.
Artens utbredningsområde är Papua Nya Guinea. Inga underarter finns listade i Catalogue of Life.